# Jaque

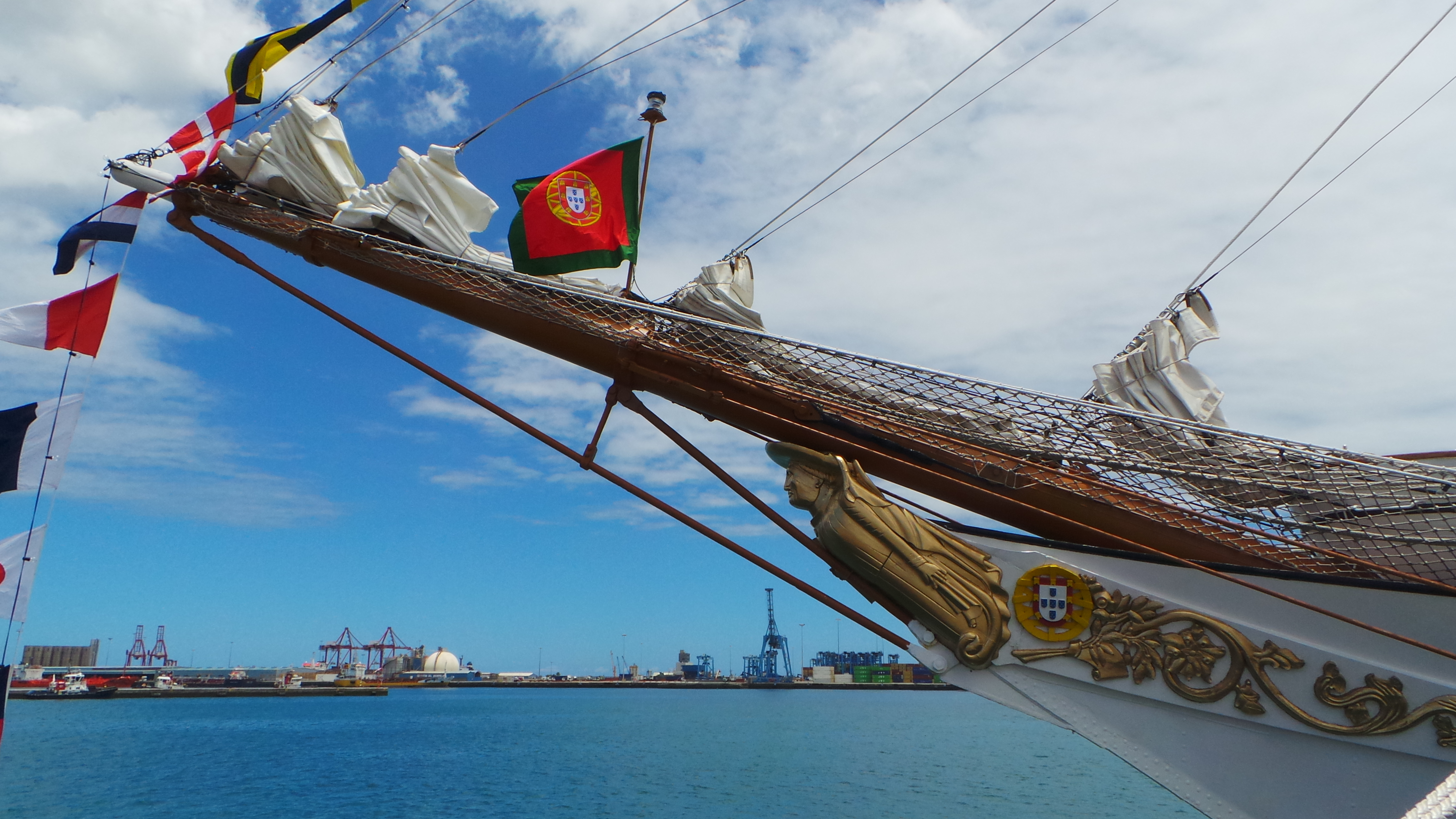
Jaque português arvorado no gurupés do

O jaque ou jeque constitui uma bandeira especial destinada a ser içada na proa de um navio - ou no gurupés dos antigos veleiros - por oposição à bandeira de popa que é içada normalmente à popa.
Também é referido como jaco, bandeira de gurupés ou bandeira de proa. Os termos "jaque", "jeque" e "jaco" derivam da palavra inglesa "jack", que, por sua vez se refere ao Union Jack, que constitui tanto a bandeira nacional como o jaque dos navios de guerra do Reino Unido. A partir do século XIX, nas marinhas portuguesa, brasileira e de algumas outras nacionalidades, prevaleceu o uso deste último termo, em detrimento dos termos "bandeira de gurupés" e "bandeira de proa".
O jaque é arvorado - por meio de uma adriça - no pau do jaque, que consiste numa haste vertical localizada na proa do navio. Serve para indicar que o navio pertence a uma determinada instituição, que é normalmente a marinha de guerra do respetivo estado, podendo também servir de complemento à bandeira de popa como distintivo de nacionalidade do mesmo. A maioria dos países tem apenas um único jaque nacional, normalmente para uso exclusivo dos seus navios de guerra (como é o caso de Portugal ou do Brasil, onde é chamado "Bandeira do Cruzeiro"). Há contudo alguns países com diversos jaques, para usos distintos. O Reino Unido e os Países Baixos, por exemplo, possuem jaques específicos para as embarcações da marinha mercante, cuja utilização é contudo opcional. No Reino Unido, existem inclusive jaques privativos para vários departamentos governamentais usados nas respetivas embarcações. Por outro lado, alguns países - sobretudo aqueles com tradições navais mais recentes - não têm qualquer jaque nem sequer para uso dos seus navios de guerra.
A maioria das embarcações mercantes não arvora qualquer jaque, sendo  que grande parte delas nem sequer possui um pau do jaque à proa. De entre as poucas que dispõem de pau do jaque, a maioria são navios de cruzeiro, usualmente usando-o para içar a bandeira distintiva do armador. Também são ocasionalmente içados jaques mercantes nas embarcações dos países que os possuem ou distintivos de correio marítimo nas embarcações que fazem serviço postal oficial. Tradicionalmente, as embarcações mercantes de alguns países, sobretudo do norte e do centro da Europa, içam como jaque, a bandeira da unidade administrativa (estado, província ou município) onde se encontra o seu porto de armamento. 

## História
Historicamente e desde que foi introduzida a prática do uso de bandeiras pelos navios, um dos locais preferenciais para as arvorar foi a proa. Na Idade Média, tipicamente, a bandeira arvorada à proa de um navio identificava o seu porto de origem. Esta tradição ainda é mantida na marinha mercante de alguns países, sobretudo da Europa central e setentrional, cujos navios têm por prática içar à proa a bandeira da cidade ou província onde o respetivo porto de registo se localiza.
A evolução do velame dos navios no século XVII, inclui a introdução de velas latinas de proa (como a bujarrona, a giba e a vela de estai) envergadas entre o mastro de vante e o gurupés. Quando o navio se encontrava em navegação com as velas de proa içadas, estas impossibilitavam o arvorar de bandeiras na proa e gurupés. Nestes locais só passou a ser possível o içar de bandeiras quando o navio se encontrava com velas de proa recolhidas, o que geralmente acontecia apenas quando o navio se encontrava fundeado. Terá nascido aí a prática do jaque apenas ser içado quando o navio se encontra fundeado, mantida por tradição mesmo depois do desaparecimento das velas de proa dos navios de guerra modernos.

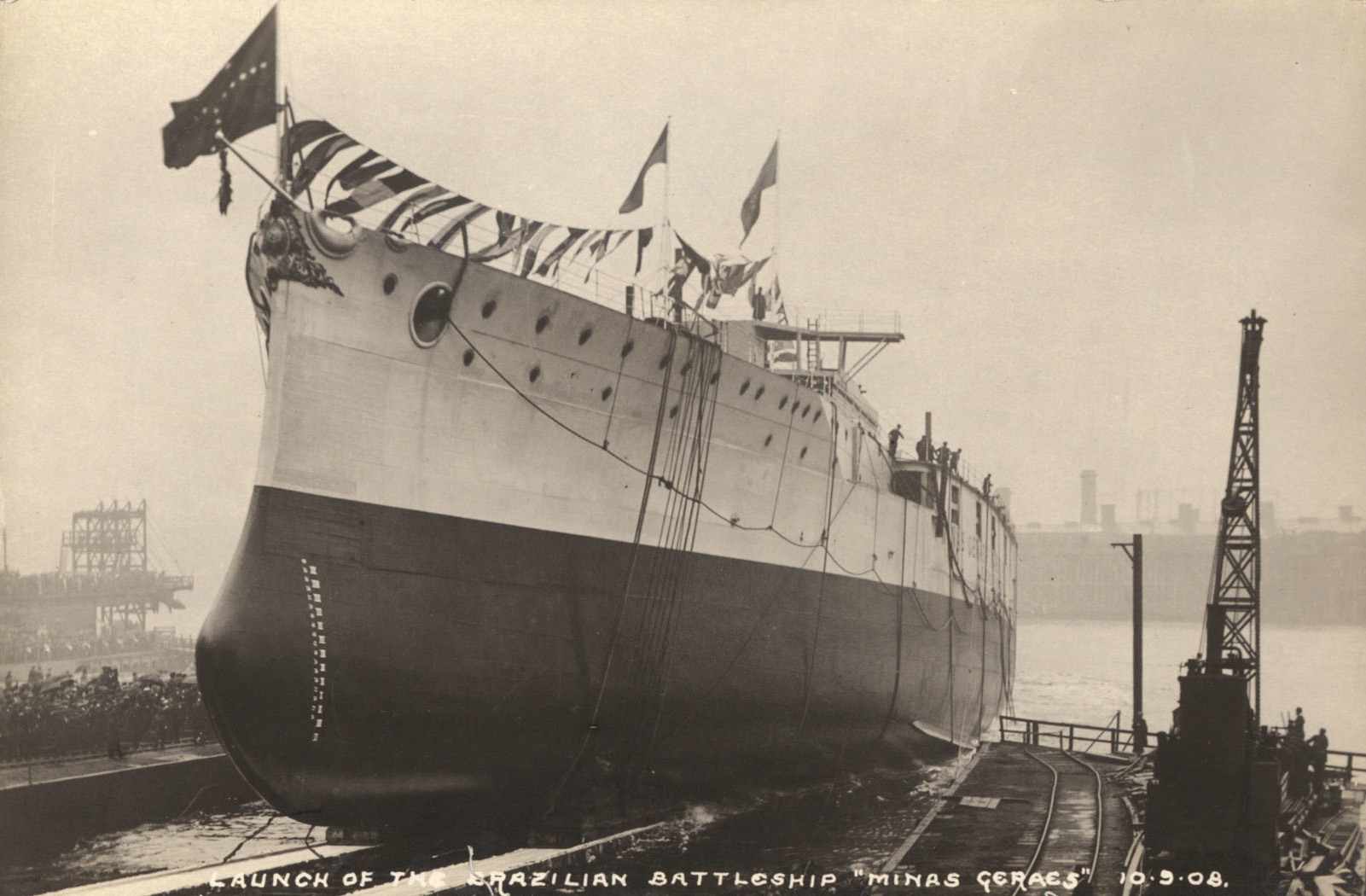
Jeque brasileiro (Bandeira do Cruzeiro) arvorado à proa do encouraçado Minas Gerais no seu lançamento à água

Uma das primeiras bandeiras destinada a ser especificamente usada como bandeira de proa foi o jaque do príncipe de Orange (prinsengeus em neerlandês), reportado como tendo sido usado pelos mendigos do Mar neerlandeses na batalha, travada a 1 de abril de 1572, em que capturaram a cidade de Brielle aos espanhóis. Não se conhece o aspeto desta bandeira na época em que decorreu a batalha, mas uma descrição posterior, datada de 1590, descreve o jaque do Príncipe como sendo uma bandeira com listas das cores laranja, branca e azul (cores simbólicas do libré da Casa de Orange), portanto idêntica à que viria a ser a bandeira dos Países Baixos. O termo "mendigos do Mar" (watergeuzen em neerlandês) ou abreviadamente "mendigos" (geuzen, no singular geus) foi criado pelos governantes espanhóis para se referirem depreciativamente aos nobres flamengos pobres que - chefiados pelo príncipe Guilherme I de Orange - reivindicavam igualdade com aqueles. O termo "geus" acabou por ser adotado pelos neerlandeses para designar as bandeiras de proa das suas embarcações. Por influência neerlandesa, vários países da Europa do Norte adotaram e ainda hoje usam termos derivados de "geus" para designar os jaques, como Gösch em alemão, gös em sueco, gøs em dinamarquês ou Гюйс [guis] em russo. 

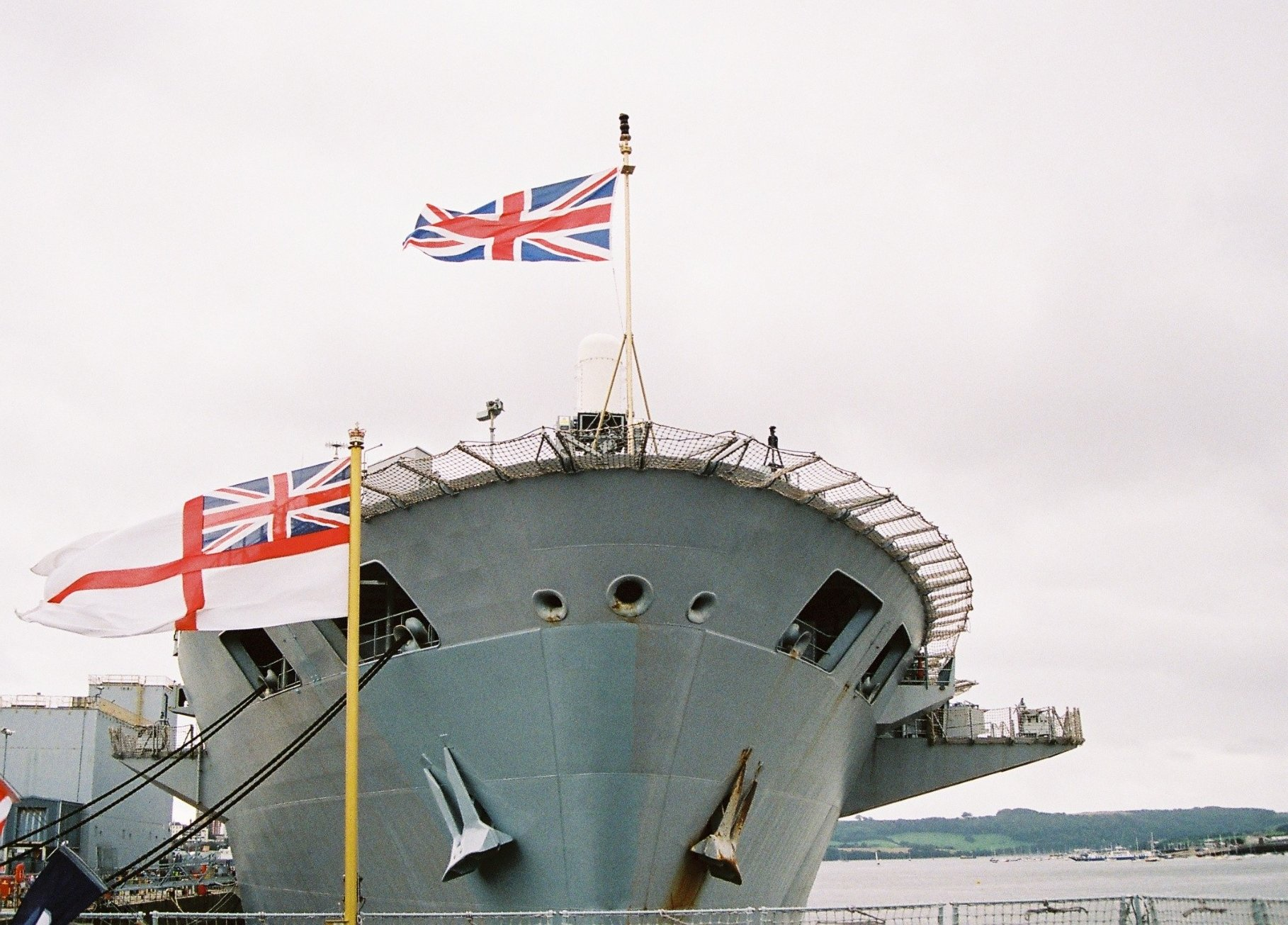
Jaque britânico arvorado à proa do HMS Ocean, vendo-se por baixo a bandeira de popa (pavilhão branco britânico) do HMS Daring

Um dos mais conhecidos e marcantes jaques da história viria a surgir no início do século XVI. Em 1603, o rei Jaime VI da Escócia sucedeu no trono de Inglaterra e tornou-se rei deste país sob o nome de Jaime I. Apesar dos dois países se manterem estados independentes, apenas sob sua união pessoal, Jaime I decidiu criar uma bandeira de uso marítimo que representasse a união, a qual foi aprovada a 12 de abril de 1606. Esta bandeira resultou da conjugação da cruz vermelha de São Jorge sobre campo branco (bandeira da Inglaterra) com a cruz branca de Santo André sobre campo azul (bandeira da Escócia). Inicialmente, foi usada tanto pelas embarcações de guerra como mercantes de ambos os países. No entanto, a partir de 5 de maio de 1634, o seu uso foi restrito aos navios de guerra e outras embarcações reais, onde passou a ser arvorado à proa. Por representar a união da Escócia e Inglaterra, esta bandeira  passou a ser conhecida como "Jaque da União" (Union Jack em inglês). O Jaque da União acabou por ser adotado como bandeira do Reino Unido quando do Ato da União em 1707. Não se sabe exatamente a origem do termo inglês jack mas pensa-se que poderia referir-se ao diminutivo comum do nome Jaime. O termo jack ou derivados do mesmo acabaram por ser adotados em vários países para designarem as bandeiras de proa das embarcações.

## Uso e etiqueta
O jaque é arvorado numa haste vertical, localizada à proa de uma embarcação e designada "pau do jaque". No tempo da marinha à vela, o pau do jaque erguia-se no mastro do gurupés da maioria dos veleiros. Na maioria das embarcações atuais, que não possuem gurupés, o pau do jaque está situado no bico de proa.
Habitualmente, o jaque não é arvorado quando o navio se encontra em navegação, mas apenas quando o mesmo se encontra fundeado ou quando está embandeirado em arco por ocasiões especiais. Nessas ocasiões, é içado e arriado ao mesmo tempo que a bandeira de popa. Contudo, o jaque nunca é arriado quando a bandeira de popa é momentaneamente arriada como saudação a outro navio.
Tradicionalmente, o jaque arvorado num navio tem aproximadamente um quarto do tamanho da bandeira de popa que nele se encontra içada. Alguns países cujo jaque consiste numa reprodução do cantão da bandeira de popa têm definido que o tamanho daquele tem que ser idêntico ao do cantão desta.

## Formatos e desenhos
Os jaques são normalmente retangulares ou quadrados, sendo menores que a bandeira de popa. Os jaques de alguns países constituem uma versão menor da respetiva bandeira nacional ou uma reprodução do cantão da mesma. Outros países usam uma única bandeira nacional para todos os fins, incluindo como jaque, bandeira mercante e bandeira de de guerra. Alguns países que dispõem de pavilhões nacionais distintos da bandeira nacional, usam esta como o jaque. A versão quadrada da bandeira nacional é usada como jaque em alguns países. Um grande número de jaques mostram as armas nacionais dos respetivos estados, quer ocupando a totalidade do pano do mesmo (formando uma bandeira armorial) ou como um emblema disposto no seu centro. Outros países usam como jaque uma bandeira resultante do rearranjo da respetiva bandeira nacional, contendo as suas cores e eventuais emblemas, mas dispostos de outra forma. Também existem casos de países que usam como jaque uma versão de antigas bandeiras nacionais ou navais. Os modelos de jaques de alguns países podem enquadrar-se em dois ou mais tipos dos descritos acima. 

### Idêntico à bandeira de popa
Países que usam a sua bandeira de popa como jaque. Normalmente o jaque é idêntico à bandeira de guerra.
- Dinamarca
- Egito
- Alemanha
- Suécia

### Quadraturas da bandeira de popa
Países que usam como jaque uma versão quadrada da sua bandeira nacional. 
- Bélgica
- Noruega
- Reino Unido (Navios da Frota Real Auxiliar)
- Reino Unido (Embarcações do serviço governamental)
- Roménia

### Cantão da bandeira nacional
Países que usam como jaque o cantão da sua bandeira nacional. Neste caso, o jaque tem geralmente as mesmas dimensões do cantão da bandeira de popa que estiver arvorada no navio.
- Chile
- Grécia
- Estados Unidos da América
- Libéria
- Taiwan

### Bandeira armorial
Países que usam como jaque uma bandeira armorial. Estes jaques consistem na quadratura do campo de um brasão ou emblema, sendo normalmente representadas as armas ou emblema nacional, mas em alguns casos poderão ser outras.
- Filipinas
- Finlândia
- Irão
- Itália (navios de guerra)
- Itália (navios mercantes)
- Lituânia
- Montenegro
- Espanha

### Bandeira nacional
Países que usam como jaque a sua bandeira nacional. Neste o jaque é idêntico à bandeira nacional para arvorar em terra, a qual poderá ser diferente da bandeira de popa para arvorar em navios.
- África do Sul
- Austrália
- Bangladesch
- Canadá
- França
- Índia
- Japão
- Malásia
- Myanmar
- Nova Zelândia
- Singapura
- Turquia
- Ucrânia
- Vietname

### Rearranjo da bandeira nacional
Países que usam como jaque um rearranjo da sua bandeira nacional. Normalmente contém todos ou a maioria dos elementos da bandeira nacional, mas ordenados de outra forma.
- Argentina
- Bolívia
- Coreia do Norte
- Croácia
- Indonésia
- Malta
- Marrocos
- Países Baixos (embarcações de recreio)
- Perú
- Portugal
- Tailândia

### Cruz de Santo André
Países que usam como jaque uma bandeira contendo a cruz de Santo André. Em vários casos, a cruz de Santo André é sobreposta a uma uma cruz de São Jorge, normalmente usando as cores da bandeira nacional.
- Bulgária
- Estónia
- Geórgia
- Letónia
- Paraguai
- Rússia
- Reino Unido (navios de guerra)
- Reino Unidos (navios mercantes)
- Uruguai

### Bandeira histórica
Países que têm como jaque uma das suas bandeiras históricas. Exemplos, são antigas bandeiras nacionais ou bandeiras de guerra.
- Camboja
- Chipre
- Cuba
- Estados Unidos (navio de guerra mais antigo)
- França (navios com nomes de antigas unidades das FNFL)
- Irlanda
- México
- Países Baíxos (navios de guerra)
- Polónia

### Outros
Países que têm como jaque uma bandeira que não se enquadra nas anteriores. Frequentemente consistem em bandeiras de pano azul sobre o qual são colocados emblemas nacionais, militares ou navais.
- Arábia Saudita
- Argélia
- Bahamas (navios mercantes)
- Brasil
- Canadá (embarcações auxiliares das forças armadas)
- Cazaquistão
- China
- Colômbia
- Coreia do Sul
- República Dominicana
- Equador
- Eslovénia
- Nicarágua
- Panamá
- Paquistão
- Venezuela

## Literatura
- Album des pavillons nationaux et des marques distinctives. National flags and distinctive markings, Service hydrographique et océanographique de la marine, Brest, 2000